# Udo Zander
Udo Zander, född 30 mars 1959, är en svensk ekonom och professor.

## Utbildning
Zander avlade ekonomexamen vid Handelshögskolan i Stockholm 1986 och erhöll titeln civilekonom. Han disputerade i internationellt företagande 1991 och erhöll titeln ekonomie doktor. Han blev docent 1996. 

## Karriär
Zander har varit föreståndare för Institute of International Business vid Handelshögskolan i Stockholm. Han innehade Ragnar Söderbergs professur i ekonomi 2009–2012 och innehar en professur i företagsekonomi med särskild inriktning mot internationellt företagande sedan 2002, båda vid Handelshögskolan i Stockholm. Hans mest uppmärksammade forskningsområde är kunskap inom multinationella företag.
Han är ledamot i styrelsen för Center for Advanced Studies in Leadership vid Handelshögskolan i Stockholm.

## Utmärkelser
- Ledamot i Ingenjörsvetenskapsakademien,[2] invald 2007
- Ledamot i Kungliga Vetenskapsakademien,[3] invald 2007